# Paulina Mariadotter
Paulina Mariadotter, egentligen Gunvor Paulina Norrman, född 25 maj 1903 i Karlskrona, död 27 mars 1985 i Vallby, var en svensk protestantisk nunna och grundare av Mariadöttrarna av den Evangeliska Mariavägen.
Paulina Mariadotter var dotter till kapten Carl Victor Norrman och Ragnhild Maria, född Engström. Hon utbildade sig på Rimforsa lanthushållningsskola och anställdes efter examen som lanthushållslärarinna 1925 som hemkonsulent av Östergötlands lanthushållningssällskap. 1928 öppnade Diakonistyrelsen Hornö hemskola  i Vallby utanför Enköping och hon erbjöds en tjänst som lärarinna där. 1937 mötte hon Oxfordgrupprörelsen som kom att spela en avgörande roll i hennes liv. 1938 hade hon den första erfarenheten av visionär art som kom att beteckna hennes kallelse; upplevelsen räknade hon som omvändelse till ett liv som bekännande kristen.   
År 1940 lämnade hon sin tjänst på Hornö hemskola. Nyåret 1945–46 bröt hon med Oxfordgrupprörelsen som då hade bytt namn till MRA Moralisk upprustning. Efter flera långa sjukdomsperioder fick hon 1949 en andlig vision, varefter hon kallade sig Paulina Mariadotter. Sedan växte den kommunitet fram som kom att bli Mariadöttrarna av Den Evangeliska Mariavägen. I 30 år levde hon tillsammans med andra systrar i Mariagården i Kollund i Danmark, men också ett par år utanför Trier i Tyskland där de kom i kontakt med benediktinskt klosterliv. 
Under 1960-talet kom Mariadöttrarnas verksamhet att koncentreras till Sverige. Man grundade en kommunitet i Vadstena. Åren 1965–1970 levde hon i Vadstena tillsammans med sina systrar, varefter flyttade hon tillbaka till Vallby utanför Enköping.  Paulina Mariadotter avled 1985.
Idag är Mariadöttrarna två grenar: en som är kvar i den evangelisk-lutherska kyrkan och kommuniteten i Vadstena som 1988 övergick till romersk-katolska kyrkan och upptogs i Benediktinorden. Den protestantiska grenen finns i Vallby, Nådendal och Kollund.